# Сражения и знаменательные события Отечественной войны 1812 года (монеты)
Сражения и знаменательные события Отечественной войны 1812 года — серия памятных монет Центрального банка Российской Федерации, (полное название серии: Сражения и знаменательные события Отечественной войны 1812 года и заграничных походов русской армии 1813—1814 годов) посвящённых событиям Отечественной войны 1812 года

Отечественная война 1812 года (фр. Сampagne de Russie pendant l'année 1812) — война между Россией и наполеоновской Францией на территории России в течение 1812 года.

## История выпуска
Серия является частью выпуска: 200-летие победы России в Отечественной войне 1812 года. Историческая серия посвящена юбилею победы в Русско-Французской войне. В серии 10 монет достоинством 5 рублей каждая. Начало серии положила 5 рублевая монета, посвящённая сражению под Красным.

## О монетах

### 5 рублей
| Изображение | Описание | Примечание |
| --- | --- | --- |
| | На лицевой стороне монеты в центре расположено обозначение номинала монеты в две строки «5 РУБЛЕЙ», ниже — надпись «БАНК РОССИИ», под ней год чеканки «2012», слева и справа — стилизованная ветка растения, в правой части монеты — товарный знак монетного двора. | Художник: Е. В. Крамская. |
| | В центре диска — рельефное изображение памятника героям Отечественной войны 1812 года, вдоль канта по окружности — надписи, разделённые двумя точками, вверху: «СРАЖЕНИЕ ПРИ КРАСНОМ», внизу: «ОТЕЧЕСТВЕННАЯ ВОЙНА 1812 ГОДА».                                      | - Страна: Российская Федерация - Название монеты: Сражение при Красном - Дата выпуска: 18 июня 2012 года - Каталожный номер: 5712-0001 - Художник: Л. А. Евдокимова. - Скульптор: Компьютерное моделирование. - Чеканка: Московский монетный двор (ММД). - Гурт: 12 участков по 5 рифов. |
| 4-6 ноября 1812 года в окрестностях города Красный (45 км к юго-западу от Смоленска) произошло сражение между русской армией под командованием М. И. Кутузова и отступающей армией Наполеона. Всего в сражении под Красным французская армия потеряла 6 тысяч человек убитыми и ранеными, 26 тысяч человек пленными, 116 орудий. Русские потери не превышали 2 тысяч человек убитыми и ранеными. Французская армия, бросая артиллерию и обозы, продолжила отступление к реке Березине. | | |
| | В центре диска — рельефное изображение памятника героям Отечественной войны 1812 года, вдоль канта по окружности — надписи, разделённые двумя точками, вверху: «СМОЛЕНСКОЕ СРАЖЕНИЕ», внизу: «ОТЕЧЕСТВЕННАЯ ВОЙНА 1812 ГОДА».                                       | - Страна: Российская Федерация - Название монеты: Смоленское сражение - Дата выпуска: 2 июля 2012 года - Каталожный номер: 5712-0002 - Художник: Л. А. Евдокимова. - Скульптор: А. И. Молостов. - Чеканка: Московский монетный двор (ММД). - Гурт: 12 участков по 5 рифов.               |
| Оборонительное сражение объединённой русской армии 16—17 августа с армией Наполеона за Смоленск. | | |
| | В центре диска — рельефное изображение памятника героям Отечественной войны 1812 года, вдоль канта по окружности — надписи, разделённые двумя точками, вверху: «БОРОДИНСКОЕ СРАЖЕНИЕ», внизу: «ОТЕЧЕСТВЕННАЯ ВОЙНА 1812 ГОДА».                                      | - Страна: Российская Федерация - Название монеты: Бородинское сражение - Дата выпуска: 2 июля 2012 года - Каталожный номер: 5712-0003 - Художник: Л. А. Евдокимова. - Скульптор: Компьютерное моделирование. - Чеканка: Московский монетный двор (ММД). - Гурт: 12 участков по 5 рифов.  |
| Бороди́нское сраже́ние (во французской истории — сражение на Москве-реке, фр. Bataille de la Moskova) — крупнейшее сражение Отечественной войны 1812 года между русской и французской армиями. Состоялось 26 августа (7 сентября) 1812 года у села Бородино, в 125 км на запад от Москвы. | | |
| | В центре диска — рельефное изображение памятника героям Отечественной войны 1812 года, вдоль канта по окружности — надписи, разделённые двумя точками, вверху: «БОЙ ПРИ ВЯЗЬМЕ», внизу: «ОТЕЧЕСТВЕННАЯ ВОЙНА 1812 ГОДА».                                            | - Страна: Российская Федерация - Название монеты: Бой при Вязьме - Дата выпуска: 2 июля 2012 года - Каталожный номер: 5712-0004 - Художник: Л. А. Евдокимова. - Скульптор: А. И. Молостов. - Чеканка: Московский монетный двор (ММД). - Гурт: 12 участков по 5 рифов.                    |
| Сражение под Вязьмой — сражение 22 октября (3 ноября) 1812 года под Вязьмой русского авангарда под командованием Милорадовича с отступающей французской армией в ходе Отечественной войны 1812 года. | | |
| | В центре диска — рельефное изображение памятника героям Отечественной войны 1812 года, вдоль канта по окружности — надписи, разделённые двумя точками, вверху: «МАЛОЯРОСЛАВЕЦКОЕ СРАЖЕНИЕ», внизу: «ОТЕЧЕСТВЕННАЯ ВОЙНА 1812 ГОДА».                                 | - Страна: Российская Федерация - Название монеты: Малоярославецкое сражение - Дата выпуска: 2 июля 2012 года - Каталожный номер: 5712-0005 - Художник: Л. А. Евдокимова. - Скульптор: А. И. Молостов. - Чеканка: Московский монетный двор (ММД). - Гурт: 12 участков по 5 рифов.         |
| Сражение под Малоярославцем — сражение между русскими и французскими войсками 24 октября (12 октября по старому стилю) в Малоярославце в ходе Отечественной войны 1812 года. | | |
| | В центре диска — рельефное изображение памятника героям Отечественной войны 1812 года, вдоль канта по окружности — надписи, разделённые двумя точками, вверху: «ТАРУТИНСКОЕ СРАЖЕНИЕ», внизу: «ОТЕЧЕСТВЕННАЯ ВОЙНА 1812 ГОДА».                                      | - Страна: Российская Федерация - Название монеты: Тарутинское сражение - Дата выпуска: 2 июля 2012 года - Каталожный номер: 5712-0006 - Художник: Л. А. Евдокимова. - Скульптор: Э. А. Тользин. - Чеканка: Московский монетный двор (ММД). - Гурт: 12 участков по 5 рифов.               |
| Тарутинский бой — сражение 18 октября 1812 года в районе села Тарутино Калужской области, произошедшее между русскими войсками под командованием фельдмаршала Кутузова и французскими войсками маршала Мюрата. Бой также называется битвой под рекой Чернишнею, Тарутинский манёвр или сражение в Винково. | | |
| | В центре диска — рельефное изображение памятника героям Отечественной войны 1812 года, вдоль канта по окружности — надписи, разделённые двумя точками, вверху: «СРАЖЕНИЕ ПРИ БЕРЕЗИНЕ», внизу: «ОТЕЧЕСТВЕННАЯ ВОЙНА 1812 ГОДА».                                     | - Страна: Российская Федерация - Название монеты: Сражение при Березине - Дата выпуска: 2 июля 2012 года - Каталожный номер: 5712-0007 - Художник: Л. А. Евдокимова. - Скульптор: А. И. Молостов. - Чеканка: Московский монетный двор (ММД). - Гурт: 12 участков по 5 рифов.             |
| Сражение на Березине — бои 26—29 ноября между французскими корпусами и русскими армиями Чичагова и Витгенштейна на обоих берегах реки Березина во время переправы Наполеона в ходе Отечественной войны 1812 года. | | |
| | В центре диска — рельефное изображение памятника, установленного близ места сражения, вдоль канта по окружности — надписи, разделённые двумя точками, вверху: «СРАЖЕНИЕ У КУЛЬМА», внизу: «ЗАГРАНИЧНЫЕ ПОХОДЫ РУССКОЙ АРМИИ 1813—1814 ГОДОВ».                       | - Страна: Российская Федерация - Название монеты: Сражение у Кульма - Дата выпуска: 1 августа 2012 года - Каталожный номер: 5712-0008 - Художник: Л. А. Евдокимова. - Скульптор: А. В. Сухорукова. - Чеканка: Московский монетный двор (ММД). - Гурт: 12 участков по 5 рифов.            |
| Сражение под Кульмом — разгром 29—30 августа 1813 года русско-прусско-австрийскими войсками французского корпуса генерала Вандама под Кульмом в Богемии (ныне Чехия). | | |
| | В центре диска — рельефное изображение монумента «Битва народов» в Лейпциге, вдоль канта по окружности — надписи, разделённые двумя точками, вверху: «ЛЕЙПЦИГСКОЕ СРАЖЕНИЕ», внизу: «ЗАГРАНИЧНЫЕ ПОХОДЫ РУССКОЙ АРМИИ 1813—1814 ГОДОВ».                             | - Страна: Российская Федерация - Название монеты: Лейпцигское сражение - Дата выпуска: 1 августа 2012 года - Каталожный номер: 5712-0009 - Художник: Л. А. Евдокимова. - Скульптор: Э. А. Тользин. - Чеканка: Московский монетный двор (ММД). - Гурт: 12 участков по 5 рифов.            |
| Би́тва под Ле́йпцигом (также Би́тва наро́дов, нем. Völkerschlacht bei Leipzig, 16—19 октября 1813 года) — крупнейшее сражение в череде Наполеоновских войн и в мировой истории до Первой мировой войны, в котором император Наполеон I Бонапарт потерпел поражение от союзных армий России, Австрии, Пруссии и Швеции. | | |
| | В центре диска — рельефное изображение аллегории «Покорение Парижа. 1814» с медальона Ф. П. Толстого, вдоль канта по окружности — надписи, разделённые двумя точками, вверху: «ВЗЯТИЕ ПАРИЖА», внизу: «ЗАГРАНИЧНЫЕ ПОХОДЫ РУССКОЙ АРМИИ 1813—1814 ГОДОВ».           | - Страна: Российская Федерация - Название монеты: Взятие Парижа - Дата выпуска: 1 августа 2012 года - Каталожный номер: 5712-0010 - Художник: Л. А. Евдокимова. - Скульптор: Компьютерное моделирование. - Чеканка: Московский монетный двор (ММД). - Гурт: 12 участков по 5 рифов.      |
| Взятие Парижа в 1814 году — завершающее сражение Наполеоновской кампании 1814 года, после которого император Наполеон отрёкся от трона. | | |

| Номинал  | Качество      | Металл                                     | Диаметр, мм | Толщина, мм | Масса, г | Тираж, шт.                |
| -------- | ------------- | ------------------------------------------ | ----------- | ----------- | -------- | ------------------------- |
| 5 рублей | Анциркулейтед | сталь с никелевым гальваническим покрытием | 25,0        | 1,80        | 6,45     | 5 000 000 (каждой монеты) |

## Интересные факты
Монета «Сражение при Красном» является первой памятной монетой России номиналом 5 рублей из стали. Предыдущей памятной российской пятирублёвой монетой из недрагоценного сплава была монета 1993 года «50 лет Великой Победы» из латуни.